# Muara Tabun
Muara Tabun is een bestuurslaag in het regentschap Tebo van de provincie Jambi, Indonesië. Muara Tabun telt 595 inwoners (volkstelling 2010).